# Monaci di San Paolo primo eremita

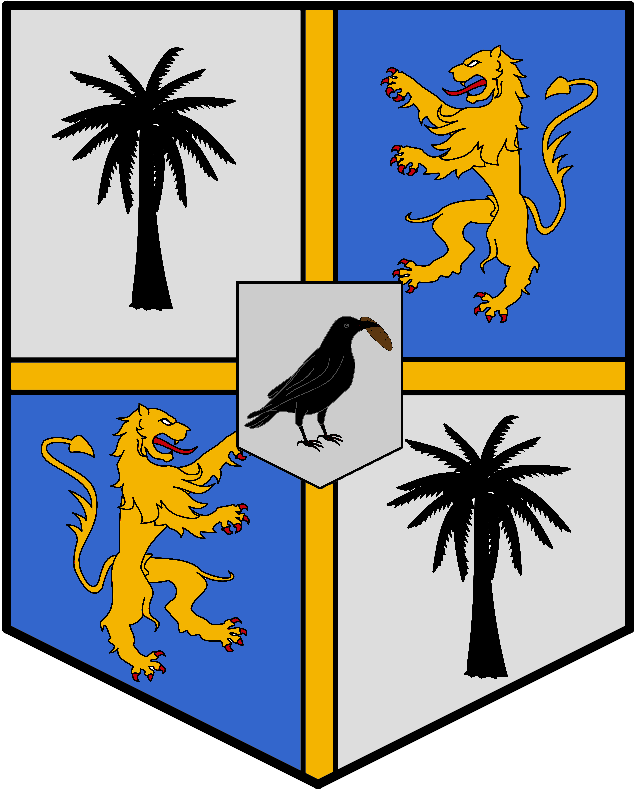
Lo stemma dell'ordine reca una palma, due leoni e un corvo con del pane nel becco, che alludono alla figura di san Paolo, primo eremita, patrono dell'istituto

I monaci di San Paolo primo eremita, o paolini (in latino Ordo Fratrum S. Pauli Primi Eremitae; in polacco Zakon Świętego Pawła Pierwszego Pustelnika, o semplicemente Ojcowie Paulini; sigla O.S.P.P.E.), sono un istituto religioso maschile di diritto pontificio.
Le origini dell'ordine risalgono al movimento eremitico ungherese del X secolo, ma solo nel Duecento si giunse a una vita comunitaria. L'approvazione pontificia giunse nel 1309 e l'ultima approvazione delle sue costituzioni si ebbe il 26 agosto 1986.
I paolini hanno progressivamente mitigato la tendenza eremitica dando spazio alle attività pastorali; conducono una vita contemplativa e attiva, che si limita al ministero sacerdotale nelle chiese dell'ordine, secondo le necessità dei fedeli.

## Storia

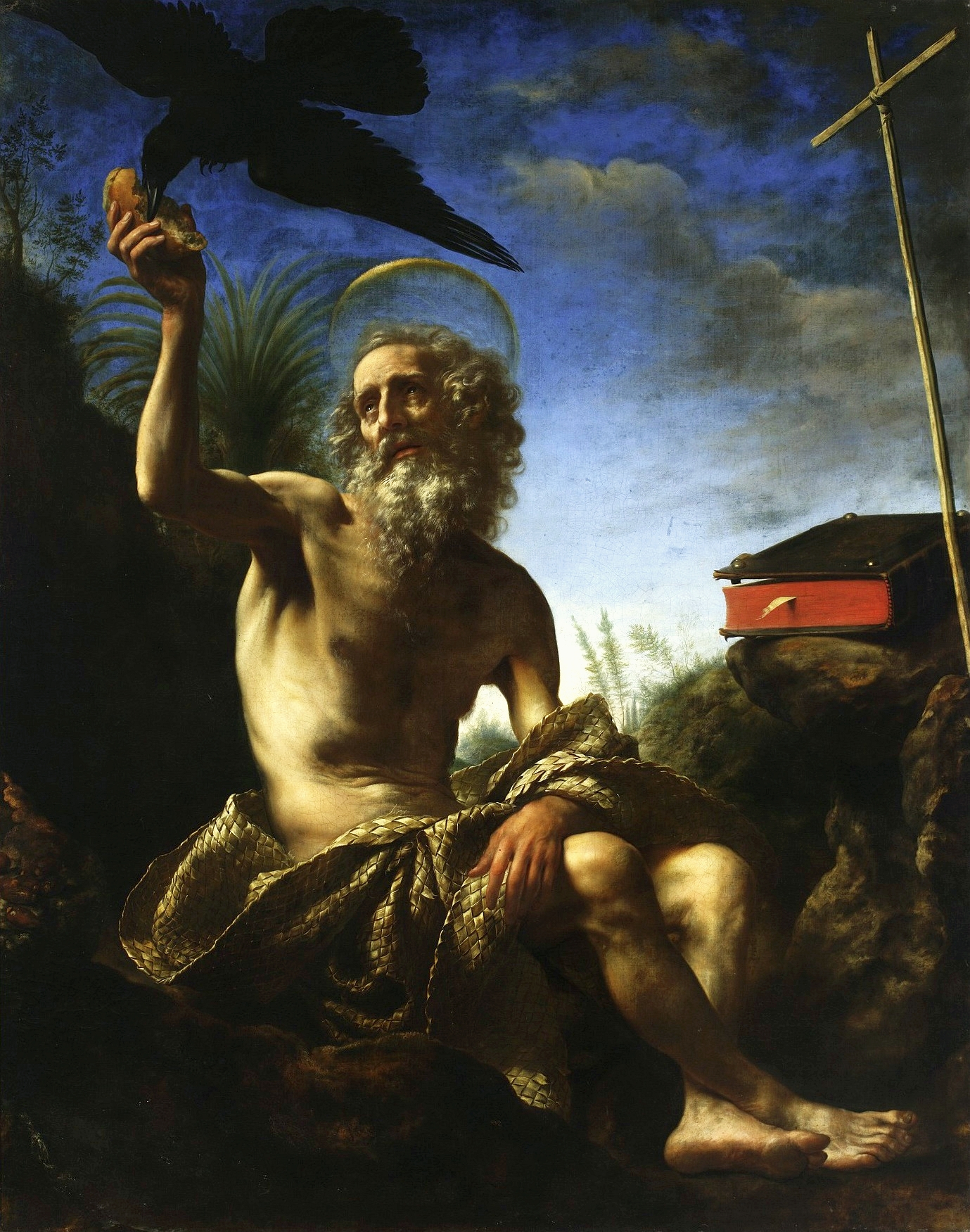
San Paolo, primo eremita, patrono particolare e titolare dell'ordine

La tradizione che fa risalire l'inizio dell'ordine al IV secolo e all'azione di Paolo di Tebe è priva di fondamento storico; lo origini remote del monachesimo paolino, in realtà, si ricollegano movimento eremitico ungherese del X secolo, i cui principali esponenti furono precursori dell'ordine.

### Inizi
Attorno al 1225 il vescovo di Pécs, Bartolomeo, riunì una comunità di eremiti presso la chiesa di San Giacomo a Ürög, sui monti Mecsek, dando loro una regola basata sulla vita comune, la preghiera, il digiuno e il lavoro manuale: la comunità era sottoposta alla giurisdizione del vescovo.
Una seconda comunità di eremiti fu riunita verso il 1250 presso la chiesa di Santa Croce a Pilisszentkereszt, sui monti Pilis, da Eusebio, canonico cattedrale di Esztergom: gli eremiti adottarono la regola data del vescovo Bartolomeo alla sua comunità.
Le due comunità si riunirono in un'unica famiglia religiosa posta sotto la protezione di san Paolo, il primo eremita, ed elessero un comune superiore: frate Antonio.
Verso il 1262 Eusebio ottenne da Roma un'approvazione temporanea dell'ordine, ma per l'approvazione definitiva papa Urbano IV volle prima informarsi presso Paolo, vescovo di Vesprém. Paolo ampliò la regola di Bartolomeo e avvicinò lo stile di vita dei monaci a quello dei canonici capitolari, nello spirito della regola di sant'Agostino, mantenendoli sotto la giurisdizione dei vescovi ma dando loro la libertà di eleggersi i superiori.
Nei decenni successivi sorsero numerosi altri monasteri e fu elaborato un nuovo modello di spiritualità, confermato nel 1297 da Andrea, vescovo di Eger.

### Riconoscimento pontificio
Consolidatasi la situazione morale e materiale dei monasteri paolini, si verificarono le condizioni richiesta dalla Santa Sede per l'approvazione dell'ordine: il 13 dicembre 1308 il cardinale Gentile da Montefiore, legato di papa Clemente V, concesse ai monaci di adottare la regola di sant'Agostino e il 15 gennaio 1309 approvò l'ordine in nome del pontefice.
I paolini ottennero molti privilegi, confermati nel 1328 da papa Giovanni XXII. L'ordine si diffuse rapidamente in Slavonia, Dalmazia e Istria, giungendo anche in Palestina e allacciando contatti con le comunità eremitiche della Germania, che presero a seguire l'osservanza dei monaci paolini e si riunirono in una congregazione: nel 1340 gli eremiti tedeschi si unirono all'ordine e uno di loro, Niccolò Teutonico, fu eletto superiore generale.
Il 17 ottobre 1371, con la bolla Religiosam vitam eligentibus, papa Gregorio XI concesse l'approvazione definitiva all'ordine, che veniva esentato dalla giurisdizione dei vescovi e posto sotto la diretta protezione della Santa Sede; ai paolini fu confermata la regola di sant'Agostino e fu concessa la facoltà di ricevere liberamente i novizi.
Negli anni immediatamente successivi l'ordine conobbe un rapido sviluppo e fu diviso in otto province: ante-danubiana, post-danubiana, ante-tibisca, post-tibisca, di Siedmiogród, croata, istriana e slava. Il fascino esercitato dallo "spirito del deserto", ovvero il forte spirito di solitudine che i paolini conservavano nel loro stile di vita, spinse gli eremiti portoghesi, già riuniti in una congregazione cenobitica, ad unirsi all'ordine nel 1493. L'ordine arrivò così a contare case in Ungheria, in Transilvania, in Slavonia, in Polonia, in Germania, in Portogallo, in Austria, in Dalmazia, in Istria e a Roma (presso San Salvatore in Onda e poi presso Santo Stefano Rotondo).

### Decadenza e nuova fioritura

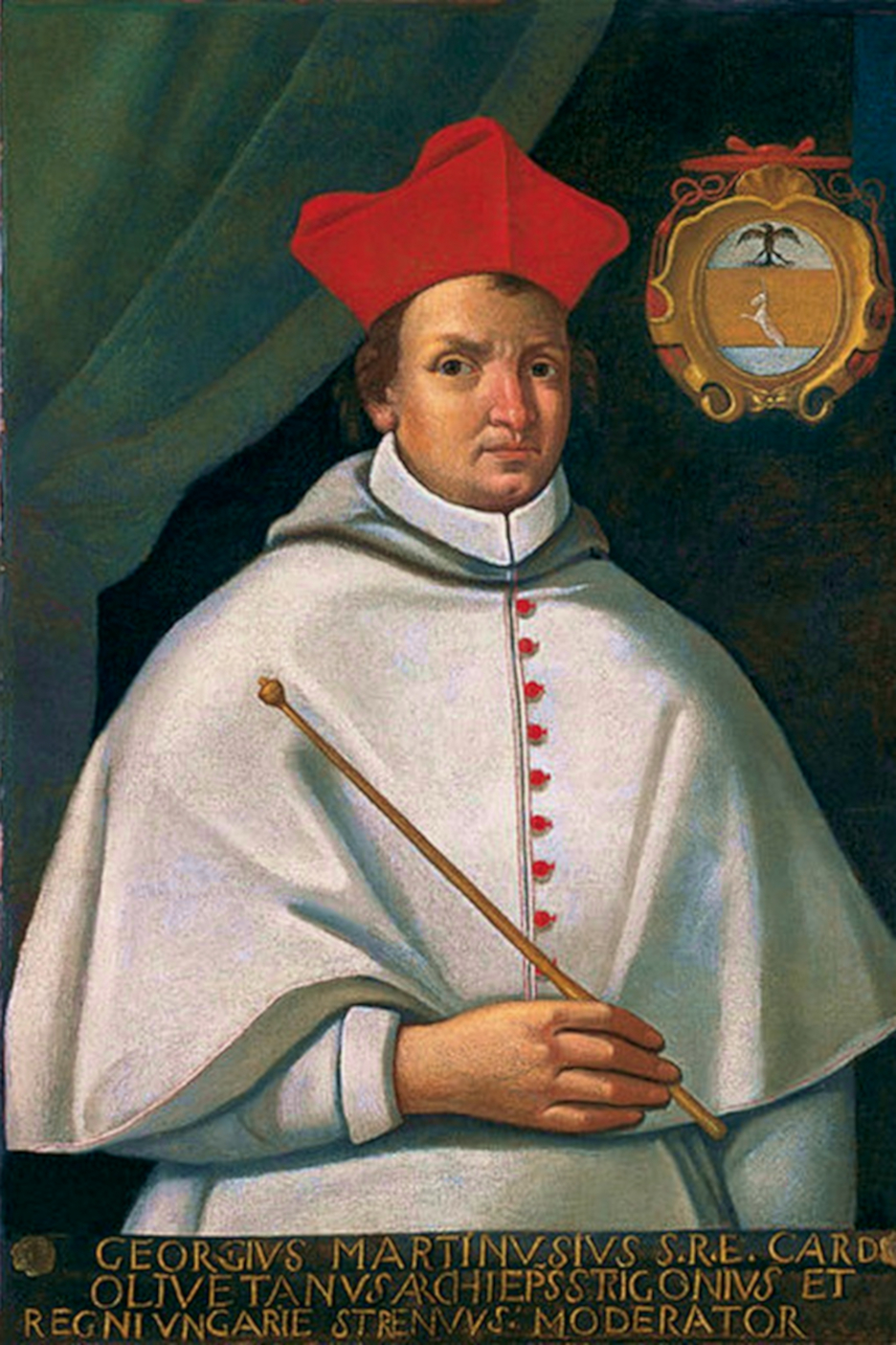
Il cardinale Giorgio Martinuzzi, monaco paolino, reggente d'Ungheria

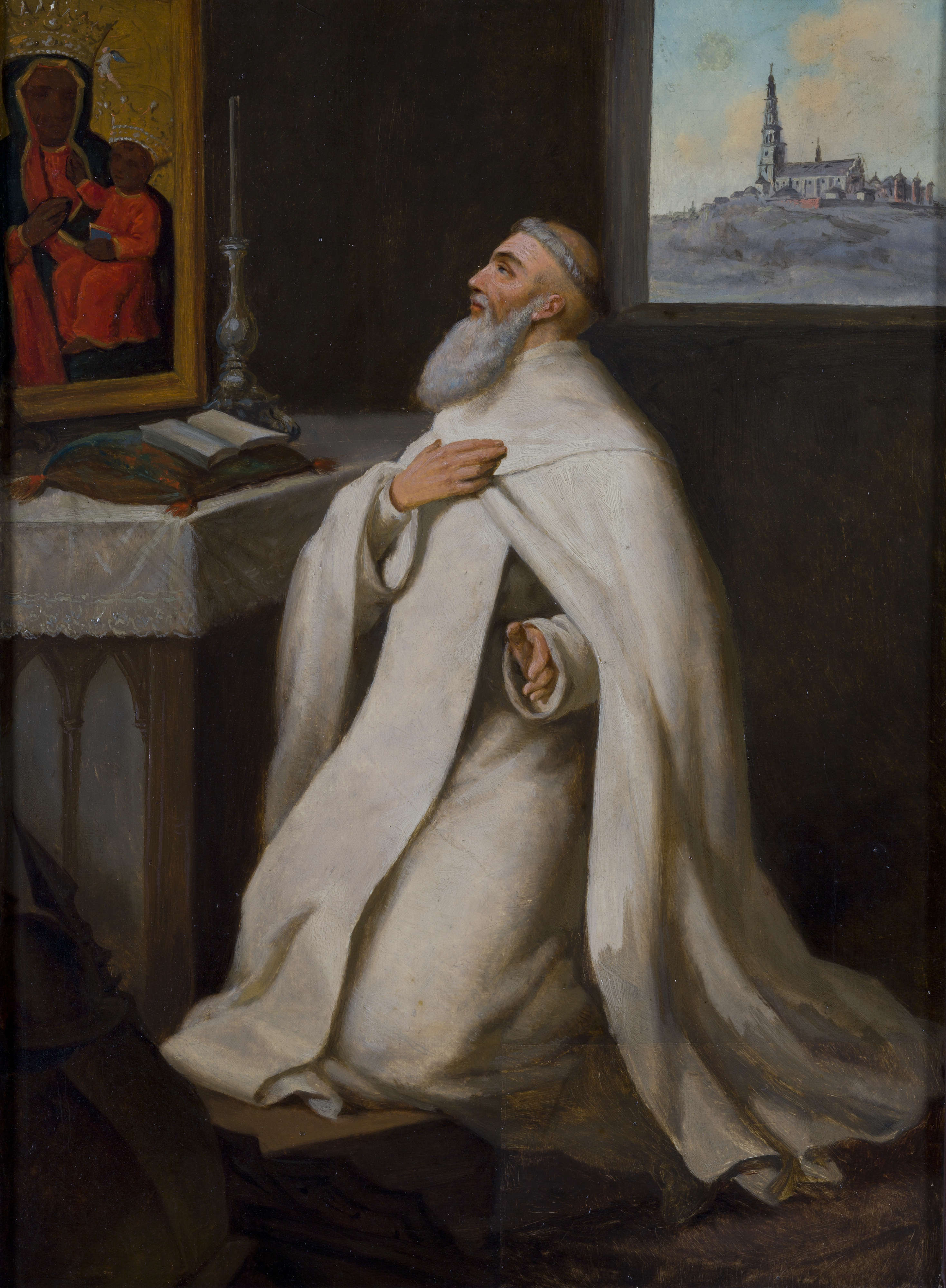
Agostino Kordecki, priore paolino di Jasna Góra, in preghiera davanti all'immagine della Vergine di Częstochowa

Agli inizi del Cinquecento lo sviluppo dell'ordine subì una violenta battuta di arresto dovuta al passaggio dell'Ungheria meridionale sotto il governo ottomano dopo la battaglia di Mohács del 1526: molti monasteri, con i loro archivi e biblioteche, andarono distrutti e parecchi paolini perirono; molti migrarono in Polonia e altri in Portogallo, donde alcuni partirono per le missioni in America Latina.
Grazie allo spirito della devotio moderna, introdotto nell'ordine da Gregorio Gyöngyösi, i paolini conobbero una nuova fioritura spirituale. Il prestigio dell'ordine fu risollevato dalla nomina del cardinale paolino Giorgio Martinuzzi, nominato reggente del regno d'Ungheria.
La crisi politica e i disordini interni causarono un notevole rilassamento della disciplina monastica e nel 1632 papa Urbano VIII ordinò una visita apostolica dando l'incarico a Ivan Tomko Mrnavić, vescovo di Bosnia. Il visitatore valutò criticamente la situazione e suggerì di unire i paolini all'ordine dei frati predicatori.
La situazione critica fu superata grazie al generalato di Niccolò Staszewski: egli fece redigere delle nuove costituzioni nello spirito del Concilio di Trento e ne ottenne l'approvazione da papa Urbano VIII con il breve Exponi nobis del 7 agosto 1643; aprì due noviziati in Polonia e Ungheria e alcune case di studio; ottenne che i paolini potessero essere ammessi come studenti nel Collegio Germanico-Ungarico dei gesuiti a Roma e poté inviare studenti a Vienna, Praga, Olomouc e Trnava, dove acquisto una casa per gli studenti da cui ebbe origine un'università.
Recuperato l'antico vigore, l'ordine poté contribuire a contrastare la diffusione delle idee protestanti in Ungheria (dove ebbero anche alcuni martiri, come Giorgio Cseppelényi) e in Polonia, dove raggiunse un grande prestigio. Nel 1655 una settantina di monaci paolini guidati dal priore Agostino Kordecki, insieme con 300 nobili e contadini, resistette lungamente all'assedio svedese del monastero-santuario di Jasna Góra a Częstochowa, eccitando tutti i polacchi a resistere agli invasori.
Numerosi paolini furono innalzati all'episcopato, altri pubblicarono importanti opere scientifiche e svilupparono una tipica arte paolina. Le case di studio dell'ordine ottennero la facoltà di concedere i gradi accademici e al superiore generale fu concesso il privilegio d'usare le insegne vescovili, di conferire gli ordini minori, di consacrare le chiese. Aumentò notevolmente il numero dei religiosi e si rese necessaria una nuova divisione dell'ordine in province: austriaca, croata, istriana, polacca, sveva e ungherese.

### Soppressione e rinascita
Poiché i paolini si ergevano a baluardo dello spirito nazionale nei territori non austriaci soggetti alla casa d'Asburgo, nel 1770 l'imperatrice Maria Teresa proibì ai monaci di accettare nuovi novizi; suo figlio Giuseppe II proibì ai religiosi ogni relazione con i superiori residenti all'estero e in seguito iniziò a chiudere i monasteri finché, con editto del 7 febbraio 1786, soppresse l'intero ordine che all'epoca contava 64 case e 786 monaci. L'ultimo generale, Carlo Ordódy, fu nominato prelato di Casanuova di Presburgo, dove morì nel 1791.
Fuori dai domini asburgici, i monasteri paolini negli stati del re di Prussia sopravvissero fino al 1819 e quelli nell'Impero russo fino al 1864. Rimasero attivi i soli monasteri di Jasna Góra a Częstochowa e di Santo Stanislao a Cracovia.
Quando, nel 1918, la Polonia tornò indipendente, i due monasteri di Częstochowa e Cracovia si riunirono sotto il governo di un visitatore apostolico, il redentorista Ladislao Bohosiewicz. Tra il 1926 e il 1927 si tenne un capitolo generale in cui vennero eletti un nuovo superiore generale e il suo consiglio e vennero riviste le costituzioni, adattate al nuovo codice di diritto canonico e alle mutate condizioni storiche, che ricevettero l'approvazione di papa Pio XI nel 1930.
Con notevoli difficoltà, l'ordine riuscì a ripenetrare in Ungheria dove, nel 1934, ricevettero i monasteri di Budapest e Pécs; sempre nel 1934 i paolini riuscirono a ristabilire la procura generale a Roma (inizialmente presso la chiesa di Santa Caterina della Rota, poi presso quella di Gesù Nazareno all'Argentina).
In seguito si estese negli Stati Uniti d'America (nel 1953 i paolini si stabilirono a Doylestown, che divenne un notevole centro di culto della Madonna di Częstochowa per gli emigrati polacchi), in Croazia e in Svezia (nel 1969 i monaci iniziarono a prestare servizio presso la cattedrale cattolica di Stoccolma e a Nyköping).

## Abito

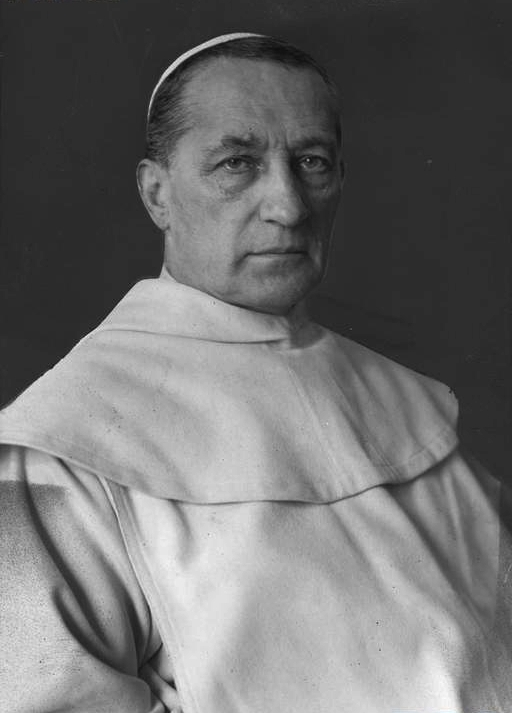
Il priore generale Pius Przeździecki con l'abito dell'ordine: tunica con scapolare, cappuccio e zucchetto bianchi

In origine l'abito dei paolini era grigio ma attorno al 1341, sotto il generalato di Niccolò Teutonico, fu adottato un abito interamente bianco, sia per distinguersi dalle altre comunità di eremiti, sia in omaggio al loro patrono san Paolo che, secondo la Vita scritta da san Girolamo, fu visto da sant'Antonio volare in cielo avvolto in bianche vesti.
L'abito era in panno vile e costituito da una tunica lunga fino alle caviglie e stretta in vita da una cintura di lino dalla quale pendeva una corona del rosario con grani di colore nero, da uno scapolare moderatamente ampio e da un cappuccio che dietro doveva essere lungo fino alla vita; l'abito era completato da un ampio mantello bianco. Dopo il Concilio di Trento, i monaci iniziarono a indossare uno zucchetto bianco sul capo.
La legislazione dell'ordine spiega il colore bianco dell'abito con il simbolismo dell'innocenza angelica.

## Attività
Per i primi secoli della sua storia lo scopo principale dei paolini fu quello di realizzare l'ideale eremitico sintetizzato dal motto solus cum Deo solo (solo, solamente con Dio): i monaci si dedicavano essenzialmente alla preghiera, alla meditazione e al lavoro manuale evitando di coltivare anche gli studi, visti come ostacolo alla continua orazione e mortificazione. Non era permesso ai membri formarsi per prepararsi al sacerdozio, ma potevano essere ammessi nell'ordine aspiranti già preparati.
La situazione mutò quando papa Bonifacio IX, con la bolla Virtutum intenta cultui vestra religio del 22 febbraio 1401, consentì loro di coltivare gli studi teologici e filosofici e la facoltà, confermata da papa Martino V con la bolla Ad hoc circa del 6 febbraio 1418, di predicare.
L'amministrazione del sacramento della penitenza divenne gradualmente una delle principali caratteristiche della vita dei padri paolini: nel 1351 papa Clemente VI aveva concesso loro di confessare solo quanti lavoravano nelle proprietà dei loro monasteri, ma da papa Clemente VII, con il breve Cupientes omnes animas, i paolini ricevettero la facoltà di confessare tutti i fedeli.
Nel Seicento i paolini si dedicarono alle missioni tra i protestanti di Polonia e Ungheria; accettarono anche di amministrare parrocchie e di istruire la gioventù in scuole e collegi, ma tali attività non entrarono mai tra le principali dell'istituto.

## Spiritualità
Sono tipiche della spiritualità paolina il culto di san Paolo, la devozione mariana, nello spirito della dottrina dell'Immacolata Concezione secondo Duns Scoto (officiano il santuario mariano di Jasna Góra a Częstochowa, che custodisce l'immagine della Madonna Nera proclamata, nel 1656, Regina Poloniae), e quella ai santi angeli custodi, dei quali zelano il culto dal 1623 per privilegio di papa Urbano VIII.
Si ricollega alla loro spiritualità (il monaco paolino deve vivere nel nascondimento anche dopo la morte) la tradizione di non promuovere il culto dei membri dell'ordine e di non candidarli alla beatificazione e alla canonizzazione.

## Diffusione

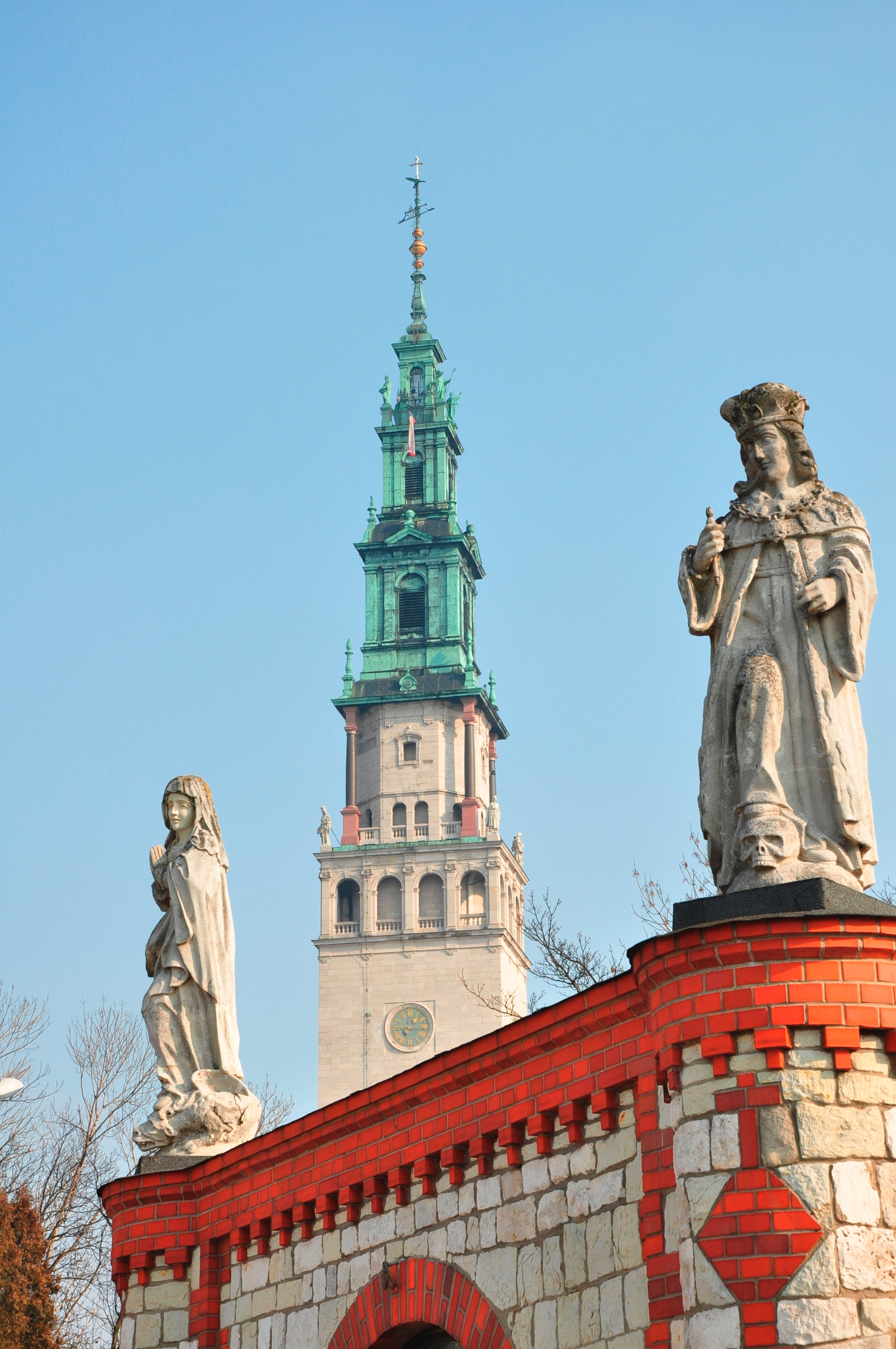
Il monastero di Jasna Góra a Częstochowa, sede della curia generalizia dell'ordine

Sono presenti in Australia, Bielorussia, Camerun, Cechia, Germania, Italia, Lettonia, Polonia, Regno Unito, Romania, Spagna, Slovacchia, Stati Uniti d'America, Ucraina, Ungheria.
Il priore generale dell'ordine risiede presso il monastero-santuario di Jasna Góra a Częstochowa.
Alla fine del 2015 l'ordine contava 73 case e 526 membri, di cui 366 sacerdoti.